# ناران‌بلاغ (اوفس)
شهرستان ناران‌بلاغ (به زبان مغولی: Наранбулаг сум، [Naranbulag sum]؛ ᠨᠠᠷᠠᠨ ᠪᠤᠯᠠᠭ ᠰᠤᠮᠤ، [naran bulaɣ sumu]) یک شهرستان (سُوم) در مغولستان است که در استان اوفس واقع شده‌است.

## تقسیمات اداری
شهرستان ناران‌بلاغ متشکل از ۴ قصبه (باغ) می‌باشد، شامل:
- آلدار (مغولی: Алдар баг، [Aldar bag]؛ ᠠᠯᠳᠠᠷ ᠪᠠᠭ، [aldar baɣ])
- اولان‌اُوجور (مغولی: Улаан үзүүр баг، [Ulaan üzüür bag]؛ ᠤᠯᠠᠭᠠᠨ ᠦᠵᠦᠭᠦᠷ ᠪᠠᠭ، [ulaɣan üjügür  baɣ])
- خوجیرت (مغولی: Хужирт баг، [Xužirt bag]؛ ᠬᠤᠵᠢᠷᠲᠤ ᠪᠠᠭ، [qučirtu baɣ])
- گون‌بورد (مغولی: Гүн бүрд баг، [Gün bürd bag]؛ ᠭᠦᠨ ᠪᠦᠷᠢᠳᠦ ᠪᠠᠭ، [gün büridü baɣ])